# Роджерс (Арканзас)
Роджерс (англ. Rogers, Arkansas) — город, расположенный в округе Бентон (штат Арканзас, США) с населением в 56 726 человек по данным 2008 года. Рост жителей города составил 46,1 % в сравнении с переписными данными 2000 года.

## История

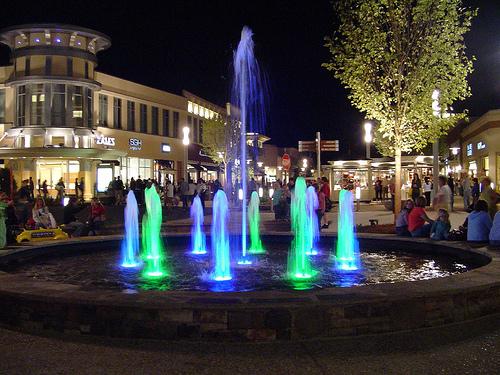
Центральная площадь города

Город был основан в 1881 году и получил своё название в честь бывшего вице-президента и главного управляющего компании «Железная дорога Сент-Луис — Сан-Франциско» капитана Чарльза Уоррингтона Роджерса.
В 1962 году в городе был открыт первый магазин в будущем крупнейшей в мире розничной сети Wal-Mart, штаб-квартира компании при этом находилась в административном центре округа Бентон городе Бентонвилле. 
В этом городе также находятся штаб-квартира и музей компании-производителя пневматических пистолетов Daisy Outdoor Products (открытый в 1967 году музей стал первым в мире музеем пневматического оружия).
В июне 2007 года журнал BusinessWeek поставил город Роджерс на 18-е место в списке 25 лучших для ведения бизнеса территорий Американского Юга.

## География
По данным Бюро переписи населения США город Роджерс имеет общую площадь в 86,97 квадратных километров, из которых 86,84 кв. километров занимает земля и 0,13 кв. километров — вода. Площадь водных ресурсов округа составляет 0,15 % от всей его площади.
Город Роджерс расположен на высоте 417 метров над уровнем моря.

## Демография
| Год  | Население |
| ---- | --------- |
| 1940 | 3600      |
| 1960 | 5700      |
| 1970 | 11 100    |
| 1980 | 17 400    |
| 1990 | 24 700    |
| 2000 | 38 829    |
| 2008 | 56 726    |

По данным переписи населения 2008 года в Роджерсе проживало 56 726 человек, 10 209 семей, насчитывалось 14 005 домашних хозяйств и 14 836 жилых домов. Средняя плотность населения составляла около 653 человек на один квадратный километр. Расовый состав Роджерса по данным переписи распределился следующим образом: 90,75 % белых, 0,47 % — чёрных или афроамериканцев, 1,05 % — коренных американцев, 1,43 % — азиатов, 0,07 % — выходцев с тихоокеанских островов, 1,80 % — представителей смешанных рас, 9,43 % — других народностей. Испаноговорящие составили 19,29 % от всех жителей города.
Из 14 005 домашних хозяйств в 39,4 % — воспитывали детей в возрасте до 18 лет, 58,4 % представляли собой совместно проживающие супружеские пары, в 10,1 % семей женщины проживали без мужей, 27,1 % не имели семей. 22,2 % от общего числа семей на момент переписи жили самостоятельно, при этом 8,9 % составили одинокие пожилые люди в возрасте 65 лет и старше. Средний размер домашнего хозяйства составил 2,74 человек, а средний размер семьи — 3,21 человек.
Население города по возрастному диапазону по данным переписи 2000 года распределилось следующим образом: 29,4 % — жители младше 18 лет, 9,0 % — между 18 и 24 годами, 31,5 % — от 25 до 44 лет, 18,3 % — от 45 до 64 лет и 11,8 % — в возрасте 65 лет и старше. Средний возраст жителей составил 32 года. На каждые 100 женщин в Роджерсе приходилось 95,3 мужчин, при этом на каждые сто женщин 18 лет и старше приходилось 91,5 мужчин также старше 18 лет.
Средний доход на одно домашнее хозяйство в городе составил 40 474 доллара США, а средний доход на одну семью — 45 876 долларов. При этом мужчины имели средний доход в 30 911 долларов США в год против 22 020 долларов среднегодового дохода у женщин. Доход на душу населения в городе составил 19 761 доллар в год. 9,4 % от всего числа семей в округе и 12,8 % от всей численности населения находилось на момент переписи населения за чертой бедности, при этом 17,6 % из них были моложе 18 лет и 10,1 % — в возрасте 65 лет и старше.

## Главные автодороги
- I-540
- US-62
- US-71